# Lethe cyrene
Lethe cyrene är en fjärilsart som beskrevs av John Henry Leech 1890. Lethe cyrene ingår i släktet Lethe och familjen praktfjärilar. Inga underarter finns listade i Catalogue of Life.